# Intendencia de La Guajira
Este artículo está disponible en audio. Observe la parte inferior aquí.
La intendencia de La Guajira fue una entidad subnacional de Colombia que comprendía de forma parcial, los territorios habitados por el pueblo nativo-americano wayúu. Su existencia se debe a dos periodos; la primera intendencia fue erigida en 1898 hasta 1911, y nuevamente en 1954 a 1965 cuando fue elevada a departamento.

## Historia

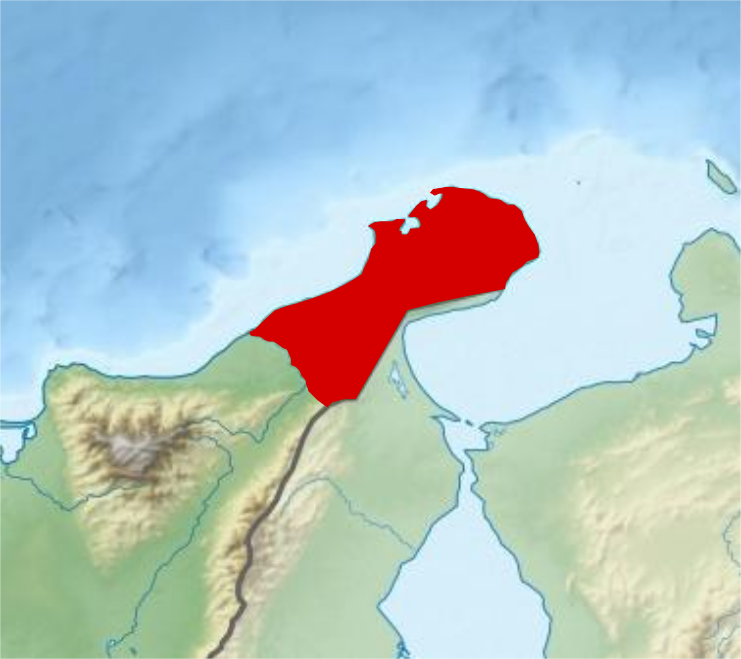
La Guajira en 1954.

En la época de dominio indígena, el territorio era habitado por los aborígenes wayúu, kucinas, añú (o paraujanos) y makuiras; y sus alrededores por guanebucanes y kariachiles.
En 1499, los invasores europeos avistaron las zonas costeras de la península de La Guajira y la compararon con una isla a la que llamaron Coquibacoa; en 1502 la Corona castellana fundó la Gobernación de Coquibacoa, la cual se disolvió ese mismo año tras la expulsión de los invasores por parte de los nativos, debido a los abusos que los primeros cometían contra estos.
Ninguna potencia colonial europea pudo dominar los territorios que van desde la ribera norte del río Ranchería hasta la costa norte de la península en la mar Caribe; sin embargo, los españoles se adjudicaron esos predios y lo distribuyeron bajo la jurisdicción de las provincias de Río del Hacha y de Maracaibo. Para el siglo XIX, los criollos españoles, que gobernaron lo que más tarde se conocería como Colombia, siguieron ese proceso. En 1871 es creado el Territorio de La Guajira, que apenas comprendía una pequeña porción de los territorios ancestrales de los wayúu o indios guajiros como se les conocía.
Colombia y Venezuela tenían una fuerte disputa por la soberanía sobre esos predios, por lo cual decidieron resolver el pleito político por medio del arbitraje del Rey español Alfonso XIII, quien benefició a Colombia al adjudicar gran parte de la península de la Guajira y alrededores.

### Primera intendencia
En 1898 se decidió erigir al territorio de La Guajira como una intendencia. Con esta categoría territorial subnacional, Colombia quería asegurar la soberanía sobre estos predios; aunque en realidad, eso era superficial porque la intendencia se encontró en completa desatención estatal y además era por completo desconocida para el resto del país.
El Gobierno Nacional no brindaba garantías de seguridad ni de funciones gubernamentales como la judicial; la única autoridad política era el intendente, que tenía que trasladarse de pueblo en pueblo para administrar la intendencia, debido a las múltiples rebeliones y saboteos por parte de los nativos. Esto hizo que la capital fuera cambiada varias veces hasta ser trasladada a Riohacha, ciudad que estaba por fuera de su jurisdicción, aunque se ubicaba en la frontera con esta y era el asentamiento poblacional más importante de la zona.
En 1911, la intendencia de La Guajira fue reducida a comisaría.

### Segunda intendencia
En 1954 nuevamente se crea la intendencia de La Guajira con capital en Uribia, con el fin de buscar un desarrollo en la zona que desde muchos años estaba por completo en el olvido. Sin embargo la situación fue la misma: desatención estatal, falta de soberanía, desorden público.
El 1 de julio de 1965, el municipio de Riohacha fue anexado a la intendencia, y a su vez se erige la intendencia en el departamento de La Guajira.